# Palais du Peuple (Brazzaville)
Pour les articles homonymes, voir Palais du Peuple.
Le palais du Peuple est à Brazzaville, le siège de la présidence de la république du Congo, après avoir été celui du gouvernement général de l'Afrique-Équatoriale française (AEF).

## Historique
En 1901, sur le site de la future Brazzaville, au centre de la colline du Plateau et à l'emplacement où se trouvaient depuis 1884 les 17 cases des esclaves du chef local Nguia, débute la construction du palais du gouverneur général du Congo. Ce palais est le siège du gouvernement général de l'AEF durant toute la période coloniale, puis à l'Indépendance celui de la présidence jusqu'en 1968. Durant quelques années il sert à la réception des chefs d'État étrangers et à la tenue des Conseils des ministres. Il est à nouveau celui de la présidence depuis 1995. Il est donc le siège officiel du pouvoir politique au Congo depuis plus d'un siècle.
Isolé dans un vaste parc, le bâtiment a un décor caractéristique des années 1900 : arcades surbaissées, balustrades ajourées, pilastres. On y ajouta deux ailes symétriques en 1914, puis des annexes sur l'arrière en 1944. Il fut restauré en 1982, avec l'ajout d'un auvent en 1994. 
Il conserve le souvenir des gouverneurs Dieudonné Reste, Félix Éboué (son bureau y est reconstitué), et garde les traces des événements révolutionnaires d'août 1963.
En face, au centre de la place du Gouvernement, Charles de Chavannes fit construire en septembre 1884 la première case du Brazzaville colonial. Elle fut détruite en 1903 pour dégager la vue du palais sur le fleuve vers lequel descendait la vieille rue Édouard-Renard, aujourd'hui amputée.

## Source
- Bernard Toulier, Brazzaville la Verte, L'inventaire (1996), page 11